# Arroio do Sal
Arroio do Sal é um município Litorâneo brasileiro localizado no Norte do estado do Rio Grande do Sul. O município emancipou-se de Torres em 25 de abril de 1988, ou seja, tornou-se um município independente a partir dessa data.
Arroio do Sal tem um área de cerca de 120 km² e está à uma altitude de 6 metros acima do nível do mar. Possui uma população de 11.057 pessoas segundo o censo de 2022 e uma população temporária na alta estação de veraneio de cerca de 90.000 habitantes.
Nos seus 27 quilômetros de costa com o oceano Atlântico, Arroio do Sal abriga 60 balneários, entre eles a sede Arroio do Sal, Areias Brancas, ao lado, Bom Jesus, Figueirinha, Rondinha, São Pedro e Balneário Atlântico, nas quais o município oferece diversos esportes marítimos e da areia, como vela, pesca, surf, jetski, windsurf, paddle e futebol, entre muitas outras modalidades.

## História
A primeira região habitada de Arroio do Sal foi a Estância do Meio, que era subdividido em Raizeira, Estância do Meio, Três Arroios e Figueiras. Essas comunidades viviam da agropecuária e da pesca realizada na Lagoa Itapeva. Até meados de 1920 os habitantes de Estância do Meio não tinham o costume de ir ao mar. A costa ficava à cerca de seis quilômetros e o caminho até lá era compreendido de matos, imensas dunas, inúmeros arroios e terrenos alagadiços.
Quando um morador se aventurou a chegar à beira do mar, descobriu que lá havia diversos tipos de peixe em abundância, além de mariscos. Assim, a notícia se espalhou e outros moradores também passaram a fazer o trajeto e com mais frequência, entretanto o trajeto de ida e volta demandava muito tempo esforço, tornando-se mais fácil acampar no local, logo, os moradores de Estância do Meio passaram a construir cabanas onde ficavam por até 15 dias.
Com o andamento da II Guerra Mundial o sal tornou-se escasso e alguns habitantes da Costa da Lagoa Itapeva dirigiram-se para o arroio, onde tinha uma figueira, para produzir sal junto ao mar. Esta é a razão do nome Arroio do Sal.
Em meio a essa produção de sal no arroio e da pesca à beira-mar a região começou a ser habitada e na década de 1940, começou a ser procurada por pessoas que buscavam um local para passar seus veraneios. E assim começou o desenvolvimento de Arroio do Sal.

## Demografia
Possui uma população de 11.057 habitantes e uma densidade demográfica de 92,79 hab/km² de acordo com o censo de 2022.
Fazendo um comparativo entre a estrutura etária de 2010 com a de 2022, é possível observar um aumento considerável da população na faixa etária de 55 a 69 anos entre os dois levantamentos, conforme evidenciado na pirâmide etária.

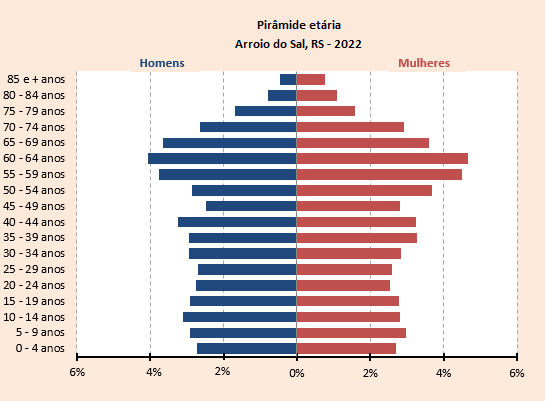
Pirâmide Etária de Arroio do Sal, RS, segundo dados do IBGE de 2022.

Além da pirâmide etária, a razão de sexos também contribui para entender a composição da população. O gráfico demonstra a proporção entre homens e mulheres em Arroio do Sal, segundo dados do IBGE de 2022.

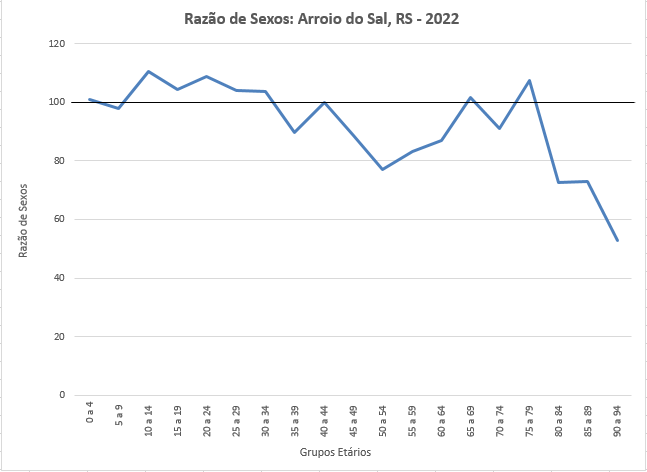
Razão de Sexos de Arroio do Sal, RS, segundo dados do IBGE de 2022.

O gráfico mostra que a razão de sexos se mantém próxima de 100 em grande parte das faixas, com variações moderadas. No entanto, nas últimas categorias, observa-se uma queda acentuada, indicando um número significativamente menor de homens em relação às mulheres nas faixas etárias mais elevadas.

## Carnaval de Rua
O município também é conhecido pelo seu carnaval de rua, que é considerado o maior do Litoral Norte Gaúcho.
Em 2023 foi disputado por duas escolas de samba e também contou com a participação de quatro blocos.